# Лян Жуй
Лян Жуй (англ. Liang Rui) (нар. 18 червня 1994) — китайська легкоатлетка, яка спеціалізується в спортивній ходьбі, чемпіонка світу на дистанції 50 кілометрів (2019), колишня рекордсменка світу на цій дистанції.

## Виступи на основних міжнародних змаганнях
| Рік  | Змагання                           | Місто  | Місце | Дисципліна | Примітки |
| ---- | ---------------------------------- | ------ | ----- | ---------- | -------- |
| 2016 | Чемпіонат Азії з ходьби            | Номі   | 2     | 20 км      |          |
| 2018 | Командний чемпіонат світу з ходьби | Тайцан | 1     | 50 км      |          |
| 2019 | Чемпіонат світу                    | Доха   | 1     | 50 км      | [ 1 ]    |